# قلعه بردل
قلعه بردل مربوط به دوره صفوی است و در شهرستان اندیمشک، بخش الوار گرمسیری، دهستان مازو، روستای دشت لاله واقع شده و این اثر در تاریخ ۶ اسفند ۱۳۸۵ با شمارهٔ ثبت ۱۷۳۹۴ به‌عنوان یکی از آثار ملی ایران به ثبت رسیده است.